# Eupithecia amandae
Eupithecia amandae es una especie de polilla de la familia Geometridae. La especie fue descrita por primera vez por Mironov et al., habiendo sido descrita en 2011, con distribución en China. El holotipo de la especie fue descrita en los alrededores de la provincia de Yunnan, 
Las alas son de color gris pálido. Las alas anteriores son relativamente amplias con líneas transversales débilmente visibles. Cuenta con una mancha discal negra, grande y redonda.: 127  Tiene gran parecido con otra especie de la región, Eupithecia invicta.